# جون إدوارد تايلور
جون إدوارد تايلور (بالإنجليزية: John Edward Taylor)‏ هو كاهن كاثوليكي أمريكي، ولد في 15 نوفمبر 1914 في سانت لويس الشرقية ‏ في الولايات المتحدة، وتوفي في 9 سبتمبر 1976 في ستوكهولم في السويد بسبب مرض.